# Precisionsstyrd ammunition
En precisionsstyrd ammunition är ammunition som styrs mot sitt mål med hjälp av ett styrsystem. Av massmedier används ibland termen smart bomb, men detta begrepp förekommer inte i militär terminologi. Dessutom är precisionsstyrning inte begränsat till bomber utan även granater och framför allt robotar kan precisionsstyras.
Styrsystemet kan bestå i att ammunitionen styrs mot en laserljuspunkt, eller att den orienterar sig mot ett fast mål med hjälp av satellitnavigation. Det finns även varianter med noskamera som manuellt styrs mot målet av den som skjuter. Satellit-varianten har stora fördelar, och har använts mycket i senare krig, exempelvis Irakkriget.
Precisionsstyrda vapen har minskat behovet av stor sprängkraft. En extrem konsekvens av detta är betongbomben.